# Henrik Hagemann
Henrik Ole Martinus Hagemann (5. september 1845 i Viborg — 21. september 1910 i Holte) var en dansk arkitekt.

## Uddannelse
Henrik Hagemann blev født i Viborg som søn af købmand Schack Grundahl Hagemann (1813-1856) og Elise født Hansen (1811-1852). Da hans forældre døde, mens han endnu var barn, blev han opdraget som plejesøn hos justitsråd, overretsprokurator Carl Neckelmann (f. 1816) og Ane Marie Kirstine f. Gjølbye (f. 1821) i Viborg. Efter sin konfirmation kom han i tømrerlære i Aarhus, gik samtidig på tegneskolen der og tegnede siden privat hos arkitekt V.Th. Walther. I 1865 kom han til Kunstakademiet i København, hvor han snart efter fik plads i Arkitekturskolens forberedelsesklasse, men efter at han havde taget de forberedende prøver ved Den Polytekniske Læreanstalt (1865-67) og ved det daværende Tekniske Institut (1869) samt var rykket op i Arkitekturskolen, trådte han ud af denne klasse uden at tage afgangsprøve (1872), da praktisk virksomhed optog hele hans tid.

## Karriere
Efter at han havde arbejdet nogen tid under Ferdinand Meldahl, nedsatte han sig allerede i 1870 som arkitekt i København og ægtede 1871 Marie Bay (1846-1900), datter af forpagter Carl Corfits Emil Bay (1810-1881) og Hanne Cathrine f. Jacobsen (1809-1872). Selvom Meldahl gav Hagemann opgaven med Kunstnerhjemmet, som Medahl selv finansierede, blev arkitekten ikke særligt præget af læremesterens arkitektursyn. Hagemanns udgangspunkt var senklassicismen med de rolige, rytmisk inddelte facader. Gradvist udvidede han dog sit formsprog til at omfatte hele kataloget af stilarter.
Hans hovedværk i kunstnerisk retning er opførelsen af Frederik VII's Stiftelse på Jægerspris Slot (1874-1880), der blev overdraget ham efter konkurrence med to andre arkitekter. Hagemann udfoldede en omfattende virksomhed som bygmester, af og til i forening med yngre kræfter, ikke alene i København, men hele landet over, såvel som i Slesvig og Sverige. I 1893 foreslog han, at man nedlagde stueetagerne i Frederiksberggade for at løse trafikproblemet i gaden. På sine ældre dage fik han nogle opgaver på Færøerne. Hans værk blev dog ikke vurderet højt af den efterfølgende generation, hvilket ses af den meget kortfattede nekrolog i Architekten.
I Københavns Bymuseum findes der træsnit (1873) fra Hagemanns hånd.
Han er begravet på Humlebæk Kirkegård.

## Værker
- Gernersgade 48, København (1868, nedrevet 1978)
- Østergade 52, København (1873)
- Ombygning af Gyldendals hus, Klareboderne 3 (1876)[2]
- Kunstnerhjemmet, Gothersgade 143, København (1878, fredet)
- Ejendommen Gothersgade 137 (1879, formentlig huset fra Carl Erik Soyas Min farmors hus)[3]
- Hovedbygning til Møllegård (Svendborg Amt) (1880)
- Frederik VII's Stiftelse på Jægerspris Slot (1875-83)
- Kommuneskole i Næstved (1882)
- Worsaaesvej 13, Frederiksberg (1882-83)
- Vestre Borgerskole, Thisted (1883)
- Panoptikonbygningen, Vesterbrogade 5 i København (1883-84, nedrevet efter brand 1950)
- Østre Borgerdydskole, nu Østre Borgerdyd Gymnasium, Stockholmsgade 59, København (1884, udvidet af Frederik L. Levy 1904 mod Dag Hammarskjölds Allé)
- Håndværker- og Industriforeningen, Albani Torv, Odense (1889-90, sammen med Knud Arne Petersen, nedrevet)
- Bethania Kirke, nu LiteraturHaus, Møllegade 7, København (1892, sammen med Knud Arne Petersen)
- Karreen Helmerhus, Rådhuspladsen 2-4/Vester Voldgade 10-14/Studiestræde/H.C. Andersens Boulevard 15-17, København (1892-93, sammen med Knud Arne Petersen)
- Villa, Kronprinsensvej 3, Frederiksberg (1893, totalt ombygget 2014-15)
- Egen villa, Kronprinsensvej 5, Frederiksberg (1894)
- Villa, Kronprinsensvej 7, Frederiksberg (1894)
- Villa, Kronprinsensvej 9, Frederiksberg (1895)
- Villa, Kronprinsensvej 11, Frederiksberg (1894)
- Villa, Kronprinsensvej 14, Frederiksberg (1894)
- Karreen Ny Rosenborg, H.C. Andersens Boulevard 5-11/Jarmers Plads 7/Vester Voldgade 2/Studiestræde (1894-95, sammen med Ludvig Clausen)
- Villa Vikingehøj for forsikringsdirektør Ludvig Bramsen, Vedbæk Strandvej 476 (1894)
- Borger- og Håndværkerforeningens bygning, Nyborg (1896-97)
- Musikpavillonen på Borgvold, Viborg (1897)
- Frederiksberg Allé 62/Nyvej 2/2A, Frederiksberg (1899)
- Københavns Postbudes Alderdomshjem (1900)
- Villa Hvidehus, Rungsted
- Villa Flakvad for grev Theodor Ahlefeldt-Laurvig, Rungsted Strandvej 62B, Rungsted (1903, sammen med broderen Holger Hagemann, totalt ombygget)
- Mindesmærke for Niels Ryberg Finsen, Thorshavn (1904)
- Ombygning af Kongsgården i Thorshavn (ca. 1906-07)
- Skole i Thorshavn (ca. 1907-09)
- Alhambravej 1-3, Frederiksberg (1908-09)